# Паттакос, Стилианос
Стилиано́с Паттако́с (греч. Στυλιανός Παττακός; 8 ноября 1912, Критское государство — 8 октября 2016, Афины, Греция) — греческий военный и политический деятель, один из организаторов переворота «чёрных полковников» в 1967 году.

## Биография
Родился в небольшой критской деревне. Через  год после его рождения остров воссоединился с Грецией.
Учился в греческом военном училище, участвовал во Второй мировой войне и гражданской войне против коммунистов. В послевоенное время продолжил службу в рядах греческих вооружённых сил, дослужился до звания бригадного генерала. Совместно с полковником Георгиосом Пападопулосом, с которым вместе оканчивал училище в 1940 году, и полковником Николаосом Макарезосом организовал заговор с целью свержения существующего монархического строя в Греции. К моменту начала переворота занимал должность начальника армейского центра обучения в Афинах. Он был очень религиозным человеком, испытывал стойкую неприязнь к политикам.
21 апреля 1967 года по приказу, отданному заговорщиками, в Афины были введены танки. В 0:01 Паттакос вызвал двух подчинённых себе офицеров и отдал им приказ о мобилизации подразделений, приписанных к центру обучения. Спустя час он выступил с обращением к военным со словами: «Вооружённые Силы Отечества! Положите конец хаосу», после чего к Паттакосу пришли Пападопулос и ещё один из заговорщиков, полковник Руфогалис. В 2:20 все трое встретились с главнокомандующим греческими вооружёнными силами генералом Спандиакисом. По всей Греции прошли аресты лиц, оппозиционных к правым, в первую очередь, коммунистов. Были арестованы более десяти тысяч человек, в том числе национальный герой Греции Манолис Глезос и композитор Микис Теодоракис. Паттакос с помощью подчинённых ему подразделений сумел установить контроль над афинскими узлами связи, зданием парламента и королевским дворцом.
После переворота заговорщиками был организован так называемый Революционный Совет, в который вошли все трое. Помимо руководящей роли в совете, Паттакос был также одним из командующих танковыми войсками Греции. Будучи одним из руководителей хунты, Паттакос тем не менее не пользовался услугами охраны. Он много ездил по стране, в том числе и на острова, подконтрольные Греции, регулярно выступал перед студентами и рабочими. Паттакос часто читал речи вместо Пападопулоса во время заседаний в закрытых помещениях, так как глава «чёрных полковников» страдал клаустрофобией.
Получил широкую известность также вследствие отданного им лично приказа о лишении греческого гражданства известной певицы Мелины Меркури. В ответ на это она сказала:
Я родилась гречанкой и умру гречанкой. А господин Паттакос родился фашистом и умрёт фашистом…
25 ноября 1973 года Пападопулос был свергнут генералом Иоаннидисом, а через год были арестованы все участники переворота 1967 года, включая и Паттакоса. На суде он в числе организаторов переворота был приговорён к смертной казни, позже заменённой на пожизненное лишение свободы. После публичного заявления о раскаянии в 1990 году он был освобождён. Являлся последним из организаторов переворота «чёрных полковников».
Скончался 8 октября 2016 года.